# Ciclisme als Jocs Olímpics d'estiu de 1924 - Tàndem
La competició de tàndem fou una de les quatre proves del programa olímpic de ciclisme en pista dels Jocs Olímpics de París de 1924. La competició es va disputar entre el 26 i el 27 de juliol de 1924, amb la presència de 10 ciclistes procedents de 5 nacions diferents.

## Medallistes
| Or                                | Plata                                 | Bronze                                                     |
| FrançaLucien Choury · Jean Cugnot | DinamarcaEdmund Hansen · Willy Hansen | Països BaixosGerard Bosch van Drakestein · Maurice Peeters |

## Resultats
El temps es pren sobre els darrers 200 metres de recorregut.

### Semifinals
Es disputen el 26 de juliol. El vencedor passa a la final.
| Pos. | Nació         | Ciclista                                    | Temps |
| ---- | ------------- | ------------------------------------------- | ----- |
| 1    | Països Baixos | Gerard Bosch van Drakestein Maurice Peeters | 12"6  |
| 2    | Hongria       | János Grimm Ferenc Uhereczky                |       |

| Pos. | Nació        | Ciclista                  | Temps |
| ---- | ------------ | ------------------------- | ----- |
| 1    | França       | Lucien Choury Jean Cugnot | 14"0  |
| -    | Estats Units |                           | DNS   |

| Pos. | Nació      | Ciclista                            | Temps |
| ---- | ---------- | ----------------------------------- | ----- |
| 1    | Dinamarca  | Willy Falck Hansen Edmund Hansen    | 12"8  |
| 2    | Regne Unit | Frederick Habberfield Thomas Harvey |       |

### Final
Es disputà el 27 de juliol.
| Pos. | País          | Ciclistes                                   | Temps |
| ---- | ------------- | ------------------------------------------- | ----- |
| 1    | França        | Lucien Choury Jean Cugnot                   | 12"6  |
| 2    | Dinamarca     | Willy Falck Hansen Edmund Hansen            |       |
| 3    | Països Baixos | Gerard Bosch van Drakestein Maurice Peeters |       |